# کریستال کاستلز (آلبوم)
کریستالز کاستلز نخستین آلبوم استودیویی از گروهٔ موسیقی الکترونیک کانادایی کریستال کاستلز می‌باشد.